# 망누스 란딘 야콥센
망누스 란딘 야콥센(덴마크어: Magnus Landin Jacobsen, 1995년 8월 20일~)은 덴마크의 핸드볼 선수로 포지션은 레프트윙이다. 현재 핸드볼 분데스리가의 THW 킬과 덴마크 국가대표팀 소속으로 활동하고 있다.
덴마크 대표팀의 일원으로 2024년 하계 올림픽 금메달을 획득했고 세계 선수권 대회에서 3회 우승을 차지했다.
형인 니클라스도 핸드볼 선수이다.